# ORUK
ORUK is en historisch merk van motorfietsen.
Oruk Motorradwerke AG, Chemnitz-Altendorf (1922-1924).
De naam Oruk kwam van “Ohne Riemen und Kette” (zonder riem en ketting). Dat kwam doordat de 189 cc viertaktmotor links naast het achterwiel lag en dit rechtstreeks aandreef.